# Atlético Clube Marinhense
 (novembre 2018).
Si vous disposez d'ouvrages ou d'articles de référence ou si vous connaissez des sites web de qualité traitant du thème abordé ici, merci de compléter l'article en donnant les références utiles à sa vérifiabilité et en les liant à la section « Notes et références ».
Maillots
Le Atlético Clube Marinhense est un club de football portugais basé à Marinha Grande. Pour la saison 2012-2013, le club évolue en quatrième division nationale.

## Histoire
Le club de l'Atlético Clube Marinhense est fondé 1er janvier 1923. Durant ses premières années, il évolue dans les championnats régionaux, et commence à faire parler de lui dès ses premières années, en remportant dès la saison 1929-30 le championnat de Leiria. Le Marinhense fait ses grands débuts dans les championnats nationaux pendant la saison 1934-35, remportant une nouvelle fois cette année-là le championnat de Leiria. Durant la saison 1936-37, le club fait un sans faute en deuxième division, remportant tous ses matchs ; malheureusement pour le Marinhense, il ne parvient pas à décrocher un billet pour la première division par la suite. Le Marinhense remporte durant ces années deux autres championnats de Leiria durant les saisons 1936-37 et 1937-38. Le Marinhense évolue donc durant ces années 1930 en deuxième division, sans réellement s'imposer face aux autres écuries. Il remporte une cinquième fois le championnat de Leiria durant la saison 1942-43.
Après une relégation durant la saison 1946-47 dans les championnats de districts (pt), le club remonte pour la saison 1950-51 dans les championnats nationaux, cette fois-ci en troisième division. Le club atteint la première place du championnat une saison sur deux, sans toutefois monter durant les cinq années qui suivent. Pour la saison 1955-56, le club obtient enfin la promotion en deuxième division, et s'y stabilise les années suivantes. Pendant la saison 1959-60, le club réalise un bon championnat et finit deuxième, ratant la promotion pour une place. La saison 1965-66 se déroule moins bien, le Marinhense en terminant à la 13e place est contraint à la relégation.
Trois saisons après, il obtient à nouveau la remontée en terminant premier de la troisième division. Le Marinhense connait ainsi ses plus belles années par la suite, en finissant dans un premier temps sixième durant la saison 1969-70, mais surtout deuxième pendant la saison 1970-71 à un point du SC Beira-Mar. Monté en deuxième division, le club parvient à se maintenir. La saison suivante, le club finit troisième, puis quatrième à la fin de la saison 1972-73. Il chute durant les saisons suivantes pour finir dans la seconde partie de tableau, et finit treizième pendant la saison 1978-79, ce qui le relègue encore une fois en troisième division. Ce n'est qu'en 1983-84 que le club remonte, pour une saison, avant d'obtenir la promotion une nouvelle fois pendant la saison 1985-86.
Relégué à nouveau après la saison 1988-89, le club obtient tout de même la remontée de la troisième division puis quatrième (à cause de la création de la Liga de Honra, nouvelle deuxième division créée en 1990) pendant la saison 1991-92. Il est relégué une nouvelle fois à l'issue de la saison 1994-95. Le club évolue de nombreuses saisons en quatrième division avant d'obtenir la remontée pendant la saison 1998-99. En troisième division, le Marinhense finit principalement chaque saison dans la deuxième partie de tableau, avant de finir bon dernier (20e) pendant la saison 2003-2004. L'équipe dispute la quatrième division les saisons suivantes, puis remonte pour une saison en 2008-2009, avant d'être une nouvelle fois relégué l'année suivante. Le club depuis évolue toujours en quatrième division.

## Joueurs emblématiques
- Maxwell Konadu
- Francisco Vital
- Sérgio Lavos

## Palmarès
| Compétitions nationales | Compétitions régionales                                                                                   |
| --- | --- |
| - Championnat du Portugal D2 (0) - Meilleure performance : 2e (1959-60, 1970-71) - Coupe du Portugal (0) - Meilleure performance : 1/4 finale (1962-63) | - Championnat de 1re division de l'AF Leiria (5) - Champion : 1929-30, 1934-35, 1936-37, 1937-38, 1942-43 |